# Narciso Julián Sanz
Narciso Julián Sanz (Madrid, 3 de gener de 1913 - Villaviciosa de Odón, 22 de maig de 2003) fou un militant del Partit Comunista d'Espanya i membre del seu Comitè General. Fou un pres polític represaliat per la seva activitat política durant la Guerra Civil i el Franquisme, i patí tortures que marcaren la seva salut de per vida.
Narciso Julián Sanz nasqué el 3 de gener de 1913 a Madrid, en una nombrosa família de treballadors ferroviaris, sent el quart de vuit germans. El seu pare, Nicolás, treballava a la Companyia de Ferro del Nord d'Espanya, on en Narciso ingressà amb disset anys, després de finalitzar els seus estudis com a mecànic ajustador a l'Escola Municipal d'Areners de Madrid. Ràpidament s'afilià al Sindicat Ferroviari, pròxim al Partit Socialista Obrer Espanyol (PSOE). Però en fou expulsat amb la decisió de la direcció del sindicat de rebutjar els comunistes. Fou llavors quan ingressà a les Joventuts Comunistes (JCE) i posteriorment al Partit Comunista (PCE).
El 1934 inicià el seus estudis en Peritatge Industrial. En aquella època, ja era un actiu militant comunista. Durant la vaga general d'octubre d'aquell mateix any fou detingut, fitxat i expulsat de l'empresa, on va poder reincorporar-se el març de 1936, amb la amnistia del Front Popular. Amb la indemnització rebuda per l'amnistia, Narciso decidí anar de viatge a Barcelona de vacances. Hi arribà el 19 de juliol, i fou allà on s'assabentà de l'aixecament militar de l'exèrcit d'Àfrica que donà inici a la Guerra Civil Espanyola.
Es presentà a la seu del PCE i passà la resta del juliol rebent formació en el maneig d'armament fins a l'agost, quan s'allistà a la columna Karl Marx i partí cap al front d'Aragó. Allà fou ferit per una bomba i enviat a Madrid per a recuperar-se. Un cop li van donar l'alta, continuà la seva tasca militar a la serra nord de Madrid.
El final de la guerra el va sorprendre al port d'Alacant, vivint en camps de concentració sota una falsa identitat. El setembre d'aquell mateix any fou identificat i reclòs a la presó de Prlier, a Madrid. Allà, fou sotmès a un Consell de Guerra que el condemnà a mort, pena que va ser commutada per cadena perpètua, i més endavant, per trenta anys de presó.
Finalment fou posat en llibertat el 1946, havent complert tan sols una part de la condemna, i començà a treballa en varis tallers de Madrid, alhora que mantenia la seva lluita clandestina. Fou per aquesta que s'hagué d'exiliar a França, on Santiago Carrillo, líder del PCE, l'envià de retorn a Madrid per reconstruir el Partit.
El setembre de 1954 participà a Praga al V Congrés del PCE, on va ser elegit membre del Comitè Central. En retornà Espanya notà la pressió policial que va portar a la seva detenció el 1955. Patí tot tipus de tortures durant la detenció i fou jutjat en un nou Consell de Guerra que tornà a condemnar-lo a mort, pena que es commutà per trenta anys de presó. Passà per moltes presons de l'Estat suportant lesions a la columna vertebral, fruit de les tortures patides.
El 14 d'abril de 1969 es casà amb Soledad a la presó d'Almeria. No fou fins al 1972 que quedà en llibertat. Tenia setanta anys i una salut feble, però no deixà de participar al PCE.
Morí el 22 de maig de 2003, a l'edat de 90 anys a Villaviciosa de Odón, on rebia tractament mèdic a un centre geriàtric.